# PlayStation Portable破解

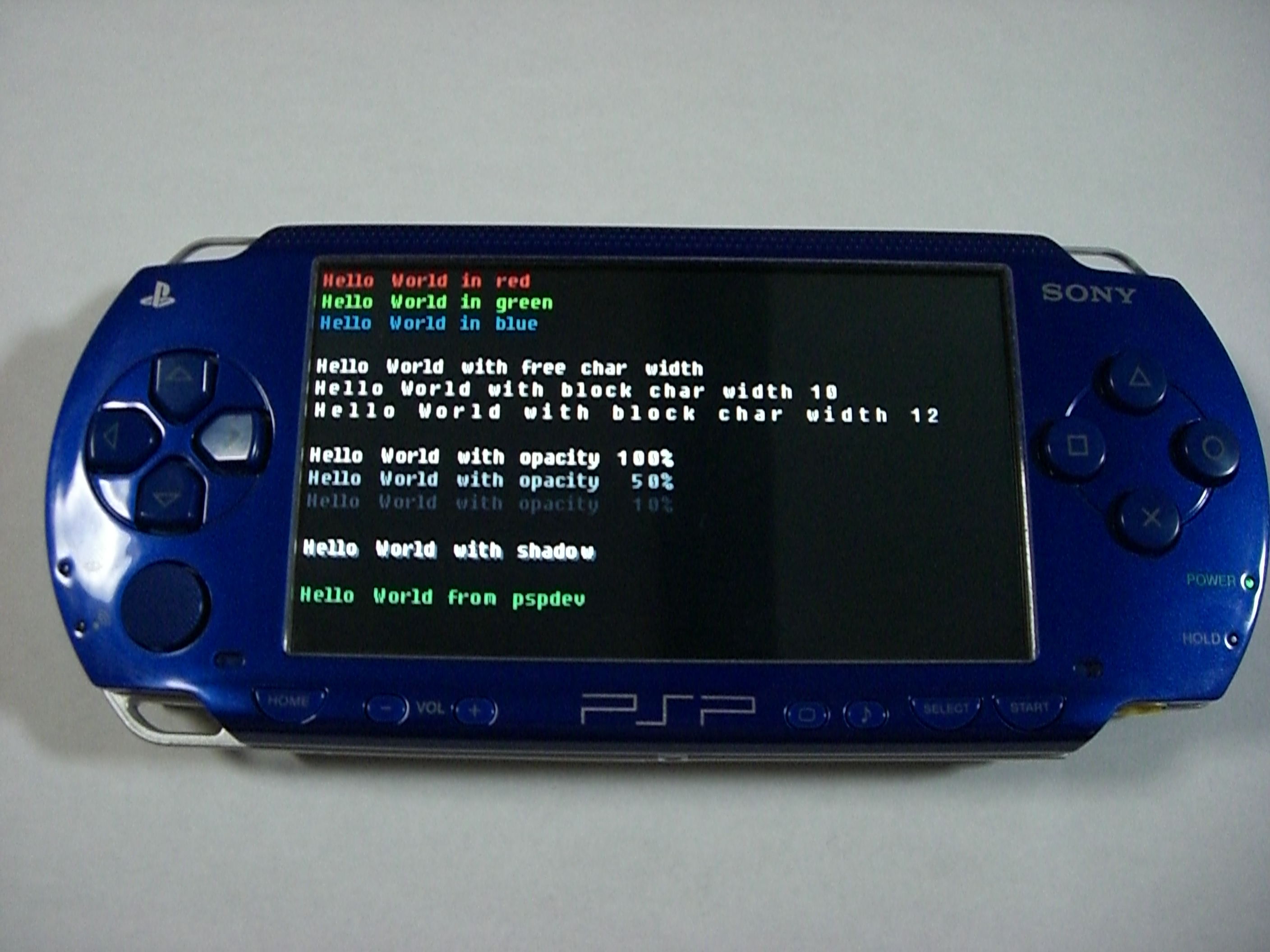
一台PSP上运行的Hello World程序

PlayStation Portable破解是指利用漏洞以及黑客手段在PlayStation Portable（PSP）上执行未签名代码的过程。

## 破解历史
自2004年索尼电脑娱乐旗下掌上游戏机PSP发售后，黑客就开始在PSP上探索可能被用于在设备上运行未签名代码的漏洞。2005年5月，索尼发布的PSP固件1.51版封堵了黑客们用来获得对设备访问权限的漏洞。2005年6月15日黑客将PSP的破解代码散布在互联网上。由于黑客拒绝将导致他们的破解程序无法使用的应用更新，因此索尼试图说服用户进行系统升级的好处包括新增功能和固件更新，如新增Web浏览器，而不仅仅是安全补丁、堵塞漏洞的新功能升级。《商业周刊》戏称此为“胡萝卜加大棒”法。
2005年8月索尼发布，包含有Web浏览器、对文件兼容性的更新和其他功能的固件2.0版本。黑客和其他自制软件爱好者遇到了PSP上的第一个木马病毒，赛门铁克将这种木马命名为“Trojan.PSPBrick”。当用户尝试使用这个软件来为自己的PSP进行降级时，会发现这是无法进行的操作，因为这软件会强制删除重要的系统文件。在2005年期间，索尼对PSP进行了六次固件升级，而每次黑客都会对PSP进行降级以避免新的安全更新。
在2006年中期，在成功破解PSP固件几个月后，一个可以使新PSP主机将2.6版本系统固件降级到1.5版本的文件被发布到网上，之后他们也可以使用旧的方法进行破解操作。这一消息引起社会各界的比对近期官方产品信息更多的关注。

### Dark_AleX

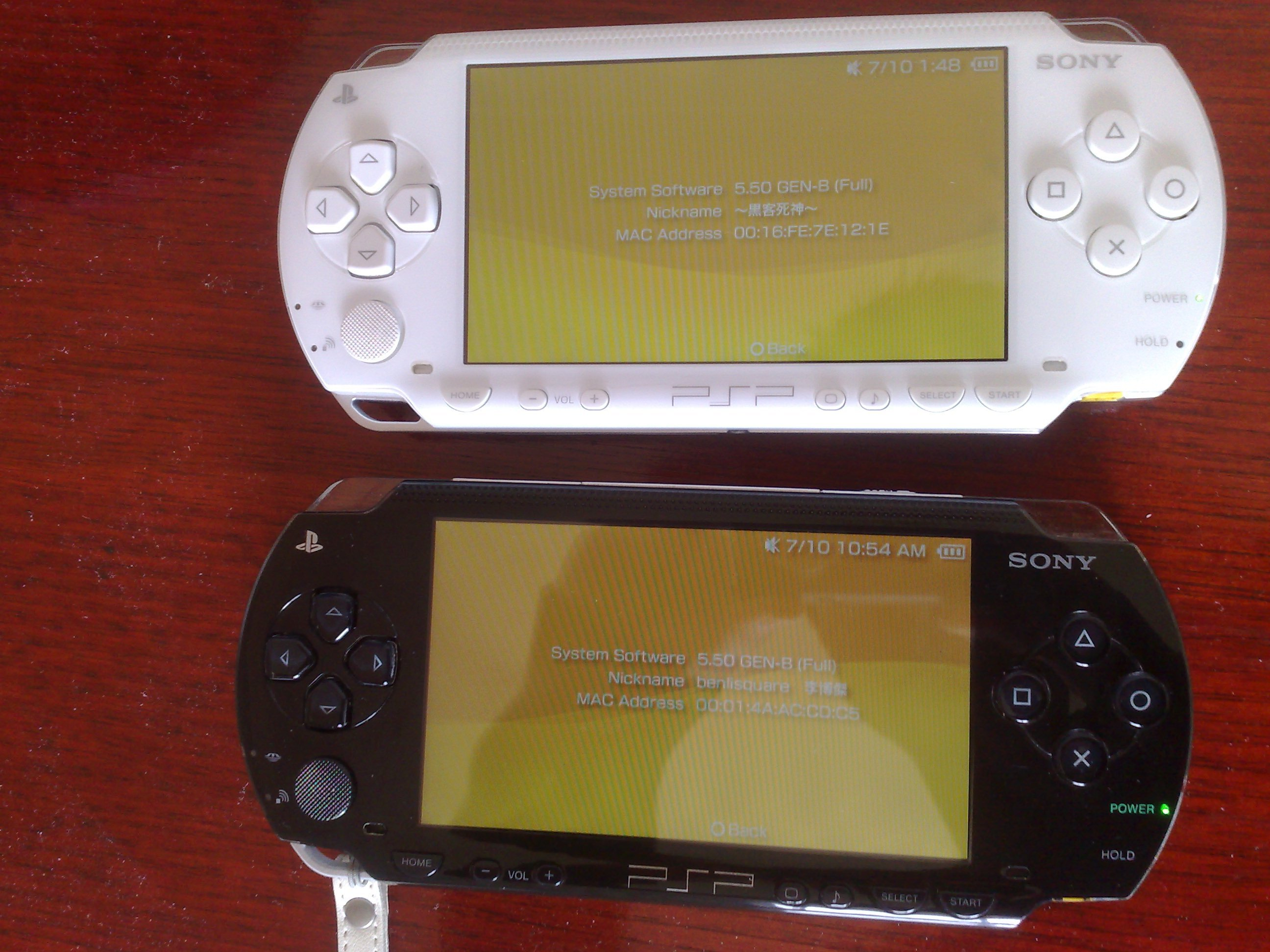
两台PSP-1002型运行5.50 GEN-B自制系统。

Dark AleX（也称Dark_AleX、Dax）是一名编写PSP自制软件的西班牙程序员。Dark Alex以及其他形式的变体是他在程序作品中所使用的化名。
降级所带来的缺点之一，是官方发布的新作品新媒体需要运行在新的版本上，而降级则会导致这些新东西无法被支持。Dark_Alex发布了名为“Dark Alex的开放版固件（Dark Alex's Open Edition firmware）”或“自定义固件（Custom Firmware，CFW）”的自制固件，在提供运行自制程序的环境下仍然允许用户使用当前官方版本的现有功能。对此索尼再次快速修补固件，持续与黑客和用户们进行的“猫捉老鼠游戏”。2006年索尼发布了六次系统固件更新，而2007年他们也发布了六次更新。2007年7月Dark_AleX正式停止了他在PSP上的工作，而索尼则是他离开的原因之一。有些人甚至认为，索尼向Dark_AleX提供资金，使其不再发布更多的自制固件，但索尼否认了这一说法。
自制固件允许未签名代码比如自制程序、UMD光盘备份文件、其他平台的模拟器软件以及PS One游戏光盘镜像转制成的PSP格式文件。

### Half Byte Loader
Half Byte Loader（半字节加载程序，也被称为HBL）是一个开源软件项目，目的是通过PSP掌上游戏机上的用户模式漏洞加载自制软件。其不提供任何机制来加载官方游戏或ISO映像。HBL是从头开始建立的，以便可以很容易地移植到任何用户模式漏洞上。该计划由m0skit0和AB5000建立并启动。之后由WOLOLO进行维护。
HBL最初是在《荣誉勋章：英雄》的漏洞上建立的。其Alpha版本在2009年11月由m0skit0和AB5000以开源形式释出，当时仅能很运行简单的自制程序。当《啪嗒砰2》演示版游戏被发现并释出漏洞后，wololo论坛也加入了这个项目，并提出了端口HBL这个新漏洞。曾主持该项目的AdvancedPSP论坛，在主机和项目转移到wololo论坛后就关闭了。wololo也在Google Code上为HBL创建了一个新的公共SVN库。其他的PSP黑客如Davee和neur0n也曾加入，以帮助该端口的开发。啪嗒砰2的HBL进行到beta版本，并于2010年3月被发布，被认为是第一个可实际使用的HBL版本。
HBL也被在很少的修改下移植到索尼PlayStation Vita的PSP模拟器上成功运行。该项目被命名为Vita HBL（VHBL），并由wololo于2012年3月上传到HBL的公共储存库。

## 破解的动机
PSP黑客们曾表示，解锁PSP的动机与盗版无关，仅仅是为了使人们能在他们所花钱购买的产品上获取到全部的访问权限，以及自由的做他们想做的事情，比如探索未知的东西。黑客团体“N00bz!”的成员之一Fanjita表示，

“每个人都有对他们自己的硬件做他们想做的事的权利。盗版确实让我感到不安，因为我们的所作所为难在道德上证明是否助涨了盗版行为。但是，我们对待盗版的立场是明确的，也希望能成为大家的榜样。索尼从来没有与我联系，所以我有信心，我们正在做的事情是合法的。”
"Everyone has the right to do what they want with their own hardware. Piracy does upset me, and because what we are doing opens the way to piracy it's harder to justify it morally. But our stance on piracy is clear, and we hope to be role models. Sony have never been in touch with me, so I am confident that what we are doing is legal."

破解所引入的附加功能，包括模拟和游玩其他游戏机平台的ROM、游玩自制游戏、分享音乐、打印照片、从流媒体网站，例如YouTube观看视频，并运行其他的视频格式等使赋予了设备最初所不支持的能力。

## 索尼的立场
索尼公司曾向媒体表示，从设备上运行修改后的代码所产生的任何问题将导致保修失效。他们还表示，这个问题是不是因自制软件而是由于盗版软件的现象。不过他们不断的对PSP进行固件更新也被视为是企图阻碍自制软件的开发。而据《制造》杂志的高级编辑菲利普·托龙（Phillip Torrone），这种阻碍行动可能是由于试图打击盗版，但更可能会导致弊大于利。

“我认为真正聪明的公司应该把自己的产品提前六个月提供给那些技术达人们，让技术达人来把玩他们的产品。在我看来，这样他们在研发上会节省很多钱，会令公司拿出更加可靠的产品。”
"I think the really smart companies should release their products to the alpha geeks for six months and let the alpha geeks play around with them. It seems to me they'd save a lot of money on R&D, and they'd come out with much more solid products."

然而，当被问及对自制游戏的支持时，索尼电脑娱乐北美地区前CEO杰克·特雷顿曾表示，

“我认为这是正在进行中的工作。而且我认为，我们会进行更多的尝试和开发利用。当然，我们看到一些已经通过自制软件完成的东西，这真是令人难以置信的创意。”

 "I think that is something that is in the works. We certainly see some of the stuff that has been done via homebrew, and it's incredibly creative. And I think we'd like to try and tap into that a little bit more."